# Tidslinje över Stockholms historia

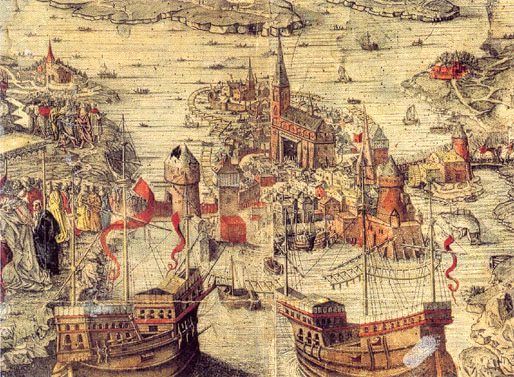
Stockholms blodbad år 1520, skildrat i Blodbadstavlan
Av Kort Steinkamp och Hans Kruse, 1524.

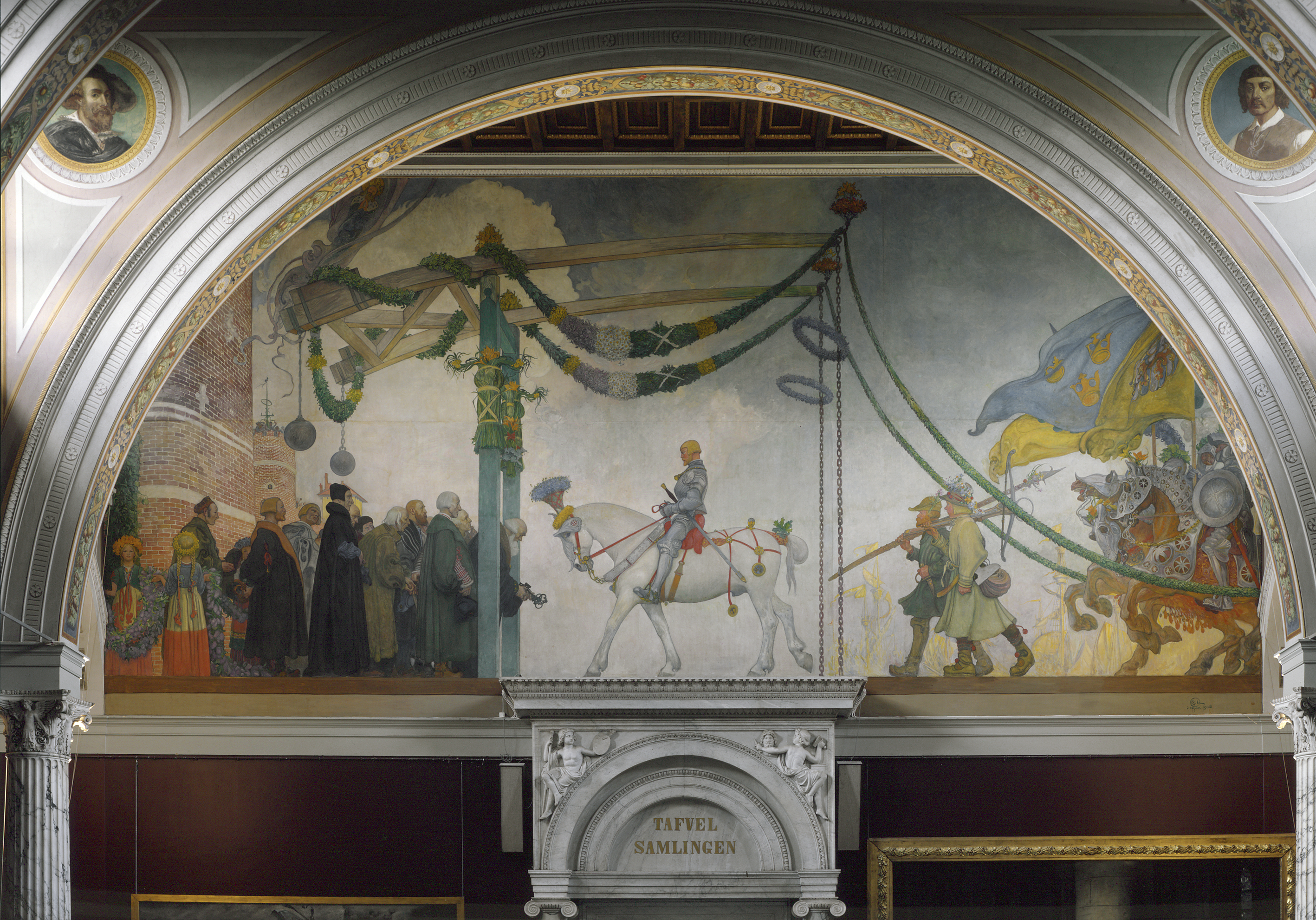
Gustav Vasas intåg i Stockholm 1523
Av Carl Larsson, 1908.

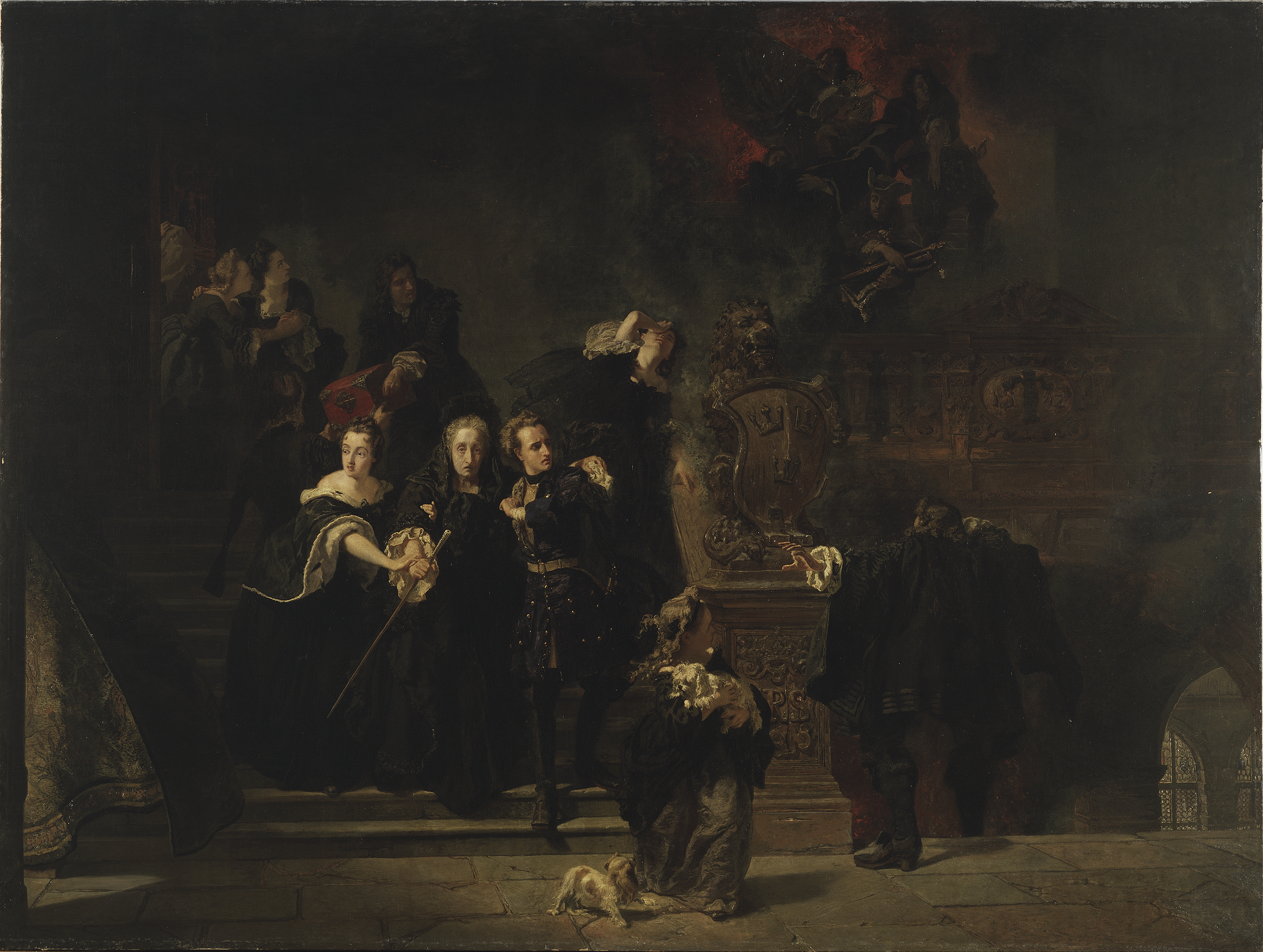
Slottsbranden i Stockholm den 7 maj 1697
Av Johan Fredrik Höckert, 1866.

Tidslinje över Stockholms historia:

## 1200-talet
- 1252, juli - Benämningen Stockholm dokumenteras i form av Skyddsbrevet för Fogdö kloster.
- 1264 - Storkyrkan byggs (traditionellt årtal).
- 1270 - Magnus Ladulås donerar pengar till grundandet av Gråbrödraklostret på nuvarande Riddarholmen.
- 1278 - Sankt Örjans hospital (även Sankt Görans hospital eller Örjansgården) nämns första gången.
- 1289 - Sankta Klara kloster grundas.

## 1300-talet
- 1334 - Johanniterbrödernas kloster grundas.
- 1336 - Svartbrödraklostret i Stockholm grundläggs av kung Magnus Eriksson genom en donation.
- 1330-talet - Rådstugan omnämns första gången (eldhärjas).
- 1347, sommaren - Magnus Eriksson får påvligt tillstånd att uppföra Maria Magdalena kapell.
- 1389 eller 1392 - Hättebröderna, som tagit makten i Stockholm, iscensätter Käpplingemorden på sina motståndare.

## 1400-talet
- 1430 - Stockholms stads skotteböcker börjar utges.
- 1436, 1 maj - Riksrådets privilegiebrev utfärdas.
- 1460-talet - Stockholms stads tänkeböcker påbörjas.
- 1470-talet - Tortyrkammaren Tjuvakällaren och fängelset Siskeburen inrättas.
- 1471, 10 oktober - Slaget vid Brunkeberg utkämpas.

## 1500-talet
- 1520, 8-10 november - Stockholms blodbad äger rum.
- 1523, 24 juni - Gustav Vasa gör sitt intåg i Stockholm.
- 1527 - Samtliga kloster i Stockholm, Gråbrödraklostret, Klara kloster, Johanniterbröderna och Svartbrödraklostret, stängs i samband med Svenska reformationen.
- 1558 - Danvikens hospital grundas.
- 1576 - Collegium regium Stockholmense grundas.
- 1593 - Collegium regium Stockholmense attackeras och stängs.

## 1600-talet
- 1625, 1 september - Den stora vådelden bryter ut på Stadsholmen.
- 1627 - Stora Bollhuset öppnas.
- 1628, 28 augusti - Regalskeppet Vasa sjunker under sin jungfrufärd utanför Beckholmen.
- 1633 - Stora Barnhuset inrättas.
- 1634 - med 1634 års regeringsform införs Sveriges indelning i län, men för Stockholm inrättas i stället Överståthållarämbetet.
- 1636 - Nya smedjegården grundas.
- 1637 - Allmänna Barnhuset inrättas.
- 1640 - Björngårdsteatern blir möjligen Sveriges första teater.
- 1649 - Långholmens spinnhus inrättas.
- 1653 - Lilla Bollhuset färdigställs.
- 1667 - Lejonkulan görs om till en permanent teater för utländska besökande teatersällskap.
- 1673 - Paulis manufaktur grundas.
- 1676 - Häxprocessen i Katarina utspelar sig.
- 1686 - Den första svenskspråkiga teatern i Stockholm, Dän Swänska Theatren, öppnar i Lejonkulan.
- 1691 - Barnängens manufaktur grundas.
- 1697, 7 maj - Slottet Tre Kronor förstörs i den stora slottsbranden.

## 1700-talet
- 1710, juli - Pesten kommer till Stockholm för sista gången.
- 1715, 3 maj - i Stockholm inträffade en total solförmörkelse den 3 maj 1715.[1]
- 1719 - Södermalmsupproret
- 1723 - Katarinabranden 1723
- 1737 - Den första svenskspråkiga teatern i Stora Bollhuset invigs.
- 1751, 8 juni - Klarabranden ödelägger stora delar av Klarakvarteren samt delar av Södermalm.
- 1752 - Sveriges första sjukhus, Serafimerlasarettet, grundas.
- 1754, första advent - det nya Stockholms slott tas i bruk av kung Adolf Fredrik och drottning Lovisa Ulrika.
- 1756 - Kuppen 1756 slås ned.
- 1759 - Mariabranden 1759
- 1772, 19 augusti - Gustav III:s statskupp avslutar frihetstiden.
- 1772 - Tjuvakällaren, Siskeburen och Rosenkammaren stängs.
- 1772 - Invigningen av nöjesetablissemanget Vauxhall, Kungsträdgården.
- 1773 - Operan och Kungliga baletten invigs i Stora Bollhuset.
- 1775 - Allmänna barnbördshuset öppnar.
- 1788 - Dramaten öppnas i Stora Bollhuset.
- 1792, 16 mars - Kung Gustav III blir skjuten på operan och avlider den två veckor senare.
- 1793 - Ebelska upploppet.

## 1800-talet
- 1802, 15 november - En brand härjar på Riddarholmen.
- 1810 - Fersenska mordet
- 1825 - Makalös brinner ned.
- 1831 - Wallinska skolan, Stockholms första seriösa skola för flickor, öppnas.
- 1835 -  Riddarholmskyrkans brand 1835
- 1838 - Crusenstolpska kravallerna
- 1842 - Bohnstedt & Bergmans bomullsspinneri brinner.
- 1848 - Marsoroligheterna
- 1853, 18 december - Klaragasverket, Stockholms första gasverk, invigs.
- 1857 -  Mosebacke brand 1857
- 1861 - Skanstullsverket, Stockholms första vattenverk, tas i drift.
- 1861 - Högre lärarinneseminariet, Sveriges första högre utbildningsistitution öppen för kvinnor, invigs.
- 1866, 15 juni - Den första Stockholmsutställningen, som blir Sveriges första internationella utställning, invigs i Kungsträdgården.
- 1868 - Kungliga Djurgården införlivas i Stockholms stad.
- 1868 - Lindhagenplanen läggs fram.
- 1869 - Värdshuset Blå portens brand.
- 1871, 18 juli - Järnvägen genom Stockholm blir färdig och Stockholms Central invigs.
- 1875 - Centraltryckeriet brinner ned.
- 1878, 31 oktober - Eldkvarn brinner.
- 1878 - Tyska kyrkans brand 1878.
- 1884 - Sophiahemmet Högskola öppnas.
- 1889 - Sophiahemmet grundas.
- 1892, 13 september - Brunkebergsverket, Stockholms första elektricitetsverk, invigs.
- 1897, 15 maj - Nästa stora Stockholmsutställning invigs.

## 1900-talet
- 1909, 4 juni - Konstindustriutställningen 1909 invigs.
- 1912 - Olympiska sommarspelen 1912 arrangeras i Stockholm.
- 1913 - Brännkyrka landskommun införlivas i Stockholms stad.
- 1916 - Bromma landskommun införlivas i Stockholms stad.
- 1919, 16 juni - Stadsfullmäktige beslutar att genomföra en författningsreform.
- 1921 - Lindarängens flyghamn anläggs.
- 1930, 6 mars - En trafikkommitté tillsätts.
- 1930, 16 maj - Den tredje stora Stockholmsutställningen invigs.
- 1935, 15 oktober - Slussen invigs.
- 1936, 23 maj - Bromma flygfält invigs av Gustaf V och borgarrådet Yngve Larsson.
- 1940, 1 oktober - En ny författningsreform träder i kraft.
- 1942 - Stockholms stift bildas och Storkyrkan blir domkyrka.
- 1945, 7 maj - Fredsdagen firas på Kungsgatan med konfettiparad.
- 1945, 18 juni - Principbeslutet att genomföra Norrmalmsregleringen fattas av Stockholms stadsfullmäktige.
- 1949 - Spånga landskommun och Hässelby villastads köping införlivas i Stockholms stad.
- 1950 - Stockholms tunnelbana tas i drift.
- 1961 - Vårbyaffären ritar om stadsgränsen gentemot Huddinge.
- 1961, 24 april - Regalskeppet Vasa bärgas utanför Beckholmen.
- 1968 - Överståthållarämbetet avskaffas och Stockholms stad blir en del av Stockholms län.
- 1971, 12 maj - almstriden i Kungsträdgården.
- 1986, 28 februari - statsminister Olof Palme mördas i korsningen Sveavägen–Tunnelgatan.

## 2000-talet
- 2000, januari - Tvärbanan öppnas för trafik mellan Gullmarsplan och Liljeholmen
- 2004, 24 oktober - Södra länken invigs.
- 2007, 1 augusti - Permanent trängselskatt införs.